# 2008年中华人民共和国腐败案件
2008年中华人民共和国腐败案件，是指2008年间发生、揭发、审理或审判的中华人民共和国、中国共产党的贪污、腐败案件。

## 1月
- 1月15日，北京市第一中级人民法院对北京市房山区政协原副主席许志远雇凶杀情妇案作出一审判决：许志远因犯故意杀人罪被判处死刑，因犯受贿罪被判处有期徒刑13年，决定执行死刑，剥夺政治权利终身。许志远成为继李长河、周其东、吕德彬和段义和之后，第五个因暴力犯罪而被判处死刑的厅局级以上高官。

## 2月
- 2月3日，博讯新闻网披露，从1998年到2004年，因为贪污受贿、挪用公款等犯罪嫌疑潜逃的党政公安司法人员以及国企高层有七千多人，外逃未遂被捕的一千多人，畏罪自杀的近两千三百多人。尤其是广东外逃贪官最多，达一千六百多人，其中地厅级官员170人。
- 2月5日，正义网报道，2000年至2006年1月，原山东省委副书记兼青岛市委书记杜世成利用职权，先后担任山东省人民政府副省长、青岛市市长、青岛市委书记的职务便利，为有关单位和个人贪污，非法收受上述单位和个人给予的财物，共计折合人民币626万余元。案发后，赃款、赃物已全部退缴。因此，福建省厦门市中级人民法院依法对他作出一审判决，因为受贿罪判处无期徒刑，剥夺政治权利终身，没收个人全部财产。

## 3月
- 3月28日，《北京晚报》报导，北京市海淀区原区长周良洛被北京第二中级法院一审判处死刑，缓期两年执行；其妻鲁小丹被判处无期徒刑。法院认定他受贿1600余万元人民币，其中800余万与鲁小丹共同受贿。他在法庭最后陈述时，希望法院考虑他的坦白情节，对他从轻处罚。此受贿大案从开庭到宣判只用了8天。

## 6月
- 6月27日，据海南日报报道，在10年间，海南省有厅级干部102人、处级干部500余人因贪腐犯罪而下台，其中不少为一把手。私欲膨胀、道德沦丧。另外一个很重要的原因，就是缺少对一把手的有效监督，导致他们滥用权力发生腐败。 一名贪官在忏悔书中写道，上级的监督太远，同级的监督太软，于是一把手就变得为所欲为。

## 7月
- 7月24日，亳州市中院开庭审理总书记胡锦涛、政治局常委贺国强、副总理张德江等人批示查办的古井贡酒腐败窝案。古井集团原董事长王效金受贿人民币507万元、美元67万余元、港币5万元，于翌年2月被判处无期徒刑。国资委主任李荣融在中央企业纪检监察工作会议上的讲话中称古井集团主要负责人及绝大多数中层干部涉案，几乎“全军覆没”。

## 8月
- 8月，原上海市房地局副局長、上海市土地學會會長殷國元因受賄罪、巨額財產來源不明罪、濫用職權罪及私藏彈藥罪被上海市第一中級人民法院判處死刑，緩期兩年執行

## 10月
- 10月25日，原财政部副部长朱志刚因直系亲属低价房涉案被“双规”。
- 10月28日，原最高人民法院副院长黄松有因涉嫌犯罪被免职。判处无期徒刑。
- 10月30日，杭州市公安局悬赏20万元通缉原国家电力公司总经理高严，高严的通缉令（页面存档备份，存于）至今仍然有效。